# تاريخ الصيدلة
تاريخ الصيدلة المداواة بالأعشاب بدأت مع الحيوان فتعلم الإنسان منه عندما لاحظ أن الكلاب عندما كانت تعتل صحتها كانت تأكل أعشابا فتهدأ وتشفى وكانت القطط عندما تشعر بآلام بمعدتها تبحث عن نبات النعناع وتأكله ليساعدها على طرد الغازات من بطونها. اكتشف الإنسان أن النعناع يحتوي على زيوت طيّارة طاردة للرياح وبدأ الإنسان في انتقاء دوائه من الأعشاب وخلال السنين أصبحت لديه الخبرة العلاجية مستعينا بما يحيط به في بيئته.
كان هناك مصادر قديمة لدى كل شعوب العالم القديم للأدوية المفردة: النباتية، والحيوانية، والمعدنية منذ فجر التاريخ في المجتمعات البدائية وفي الأدغال. حاول الإنسان عبر تاريخه معالجة أمراضه من عشب أو نبات أو حجر أو معدن أو قرن غزال أو مخلب حيوان. بدأت قصة التداوي بالأدوية مع الحيوانات بدوافع غريزية في الصين وبابل والإغريق ومصر والبطالمة والرومان والعرب.

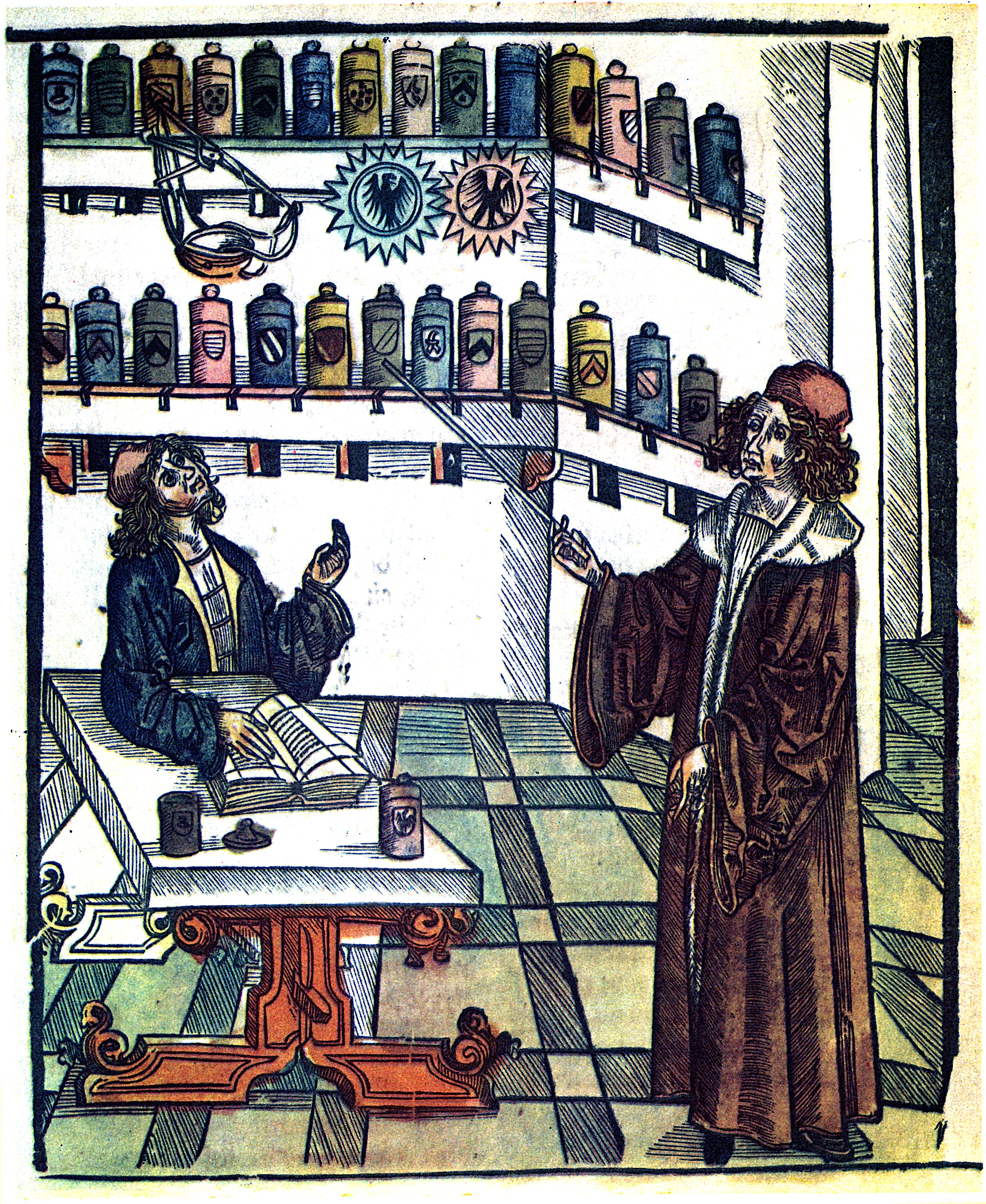
الطبيب والصيدلي، توضيحات من آريوس الطبية (1505) من قبل هيرونيموس برونشويغ.

بداية ممارسته الصيدلة عندما كان الإنسان الأول يضع عصير أوراق النباتات فوق الجروح ليعالجها وأصبحت مهنة الصيدلة حاليا، هي ممارسة تواليف الأدوية وصناعتها عبر العصور وتتصل بصحة وحياة الإنسان والحيوان. الصيدلية هي المكان المختار الذي به المادة الطبية materia medica تركيب الدواء وتداوله وبيعه وهي فرع من فروع الطب والصيدلة تعني بطبيعة وخواص وتحضير الأدوية. لهذا نجدها مهنة كيماوية وطبية لأنها مسؤولة عن اكتشاف أدوية علاجية جديدة ضد الأمراض وتصنيع مواد عضوية لها قيمة علاجية. علاوة على أن الصيدلي يسدي النصائح الطبية والصحية للجمهور.
كانت الصيدلة وممارسة الطب تمارس في المعابد من قبل الكهنة لهذا كان علاج المرضى بالدواء والتعاويذ الدينية في مطلع التاريخ الإنساني. بدأ التخصص في الصيدلة يظهر في القرن الثامن في العالم المتمدن ببغداد. ثم انتشرت تدريجيا في أوروبا تحت اسم الكيمياء والكيميائيين. كان الأطباء يحضرون الدواء ويصفونه للمرضى وكانت الأدوية إما أدوية مفردة تتكون من عنصر طبيعي مفرد (واحد) وأدوية مركبة تركب من عدة عناصر طبيعية وأطلق العرب عليها الأقرباذين. أصبح الصيادلة حديثا يتعاملون مع الأدوية والعلاجات المعقدة غير ما كان يصنع من الكسيرات وبدرات وسوائل كحولية كانت مدرجة في دستور الأدوية Pharmacopeia البريطاني عام 1618 ودستور الأدوية الفرنسي عام 1639 أو دستور الأدوية الأمريكي عام 1820 وهذه الدساتير كانت تضم الأدوية والعقاقير التي كانت متداولة في كل بلد ويضعها الصيادلة والأطباء معا بتكليف من السلطات الصحية وفيها تصنيف للدواء واستعماله وطرق معرفة غشه ومواصفاته والكشف عليه واستعمالاته وتحديد جرعاته.

## الصيدلة ما قبل التاريخ
دراسات الصيدلة القديمة وثقت استخدام النباتات الطبية في مرحلة ما قبل التاريخ.
أول مصنف معروف للمواد الطبية كان «سوشروتا سامهيتا»، معاهدات الديانة الهندية (فيدا) تدل على أن سوشروتا في القرن السادس قبل الميلاد ومع ذلك يعتبر أول نص محفوظ التواريخ في القرن الثالث أو الرابع للميلاد. تمتلك الهند تاريخ عظيم في الطب ورعاية المرضى.
من فلاسفة الهند العظماء الذين قدموا خدمة جلية للعالم من خلال كتابة كتب طبية، سوشروتا موني (Sushrutha Sanhitha)، شاراكا موني (Charaka Sanhitha)، وشارنقادار موني، تعتبر هذه الكتب من الكتب الرائدة المعرفة الهندية القديمة
من أواخر الألفية السادسة ما قبل الميلاد-إلى بداية الألفية الثانية بعد الميلاد، العديد من الأسموريون قاموا بتدوين العديد من الوصفات الطبية.

## العصور القديمة

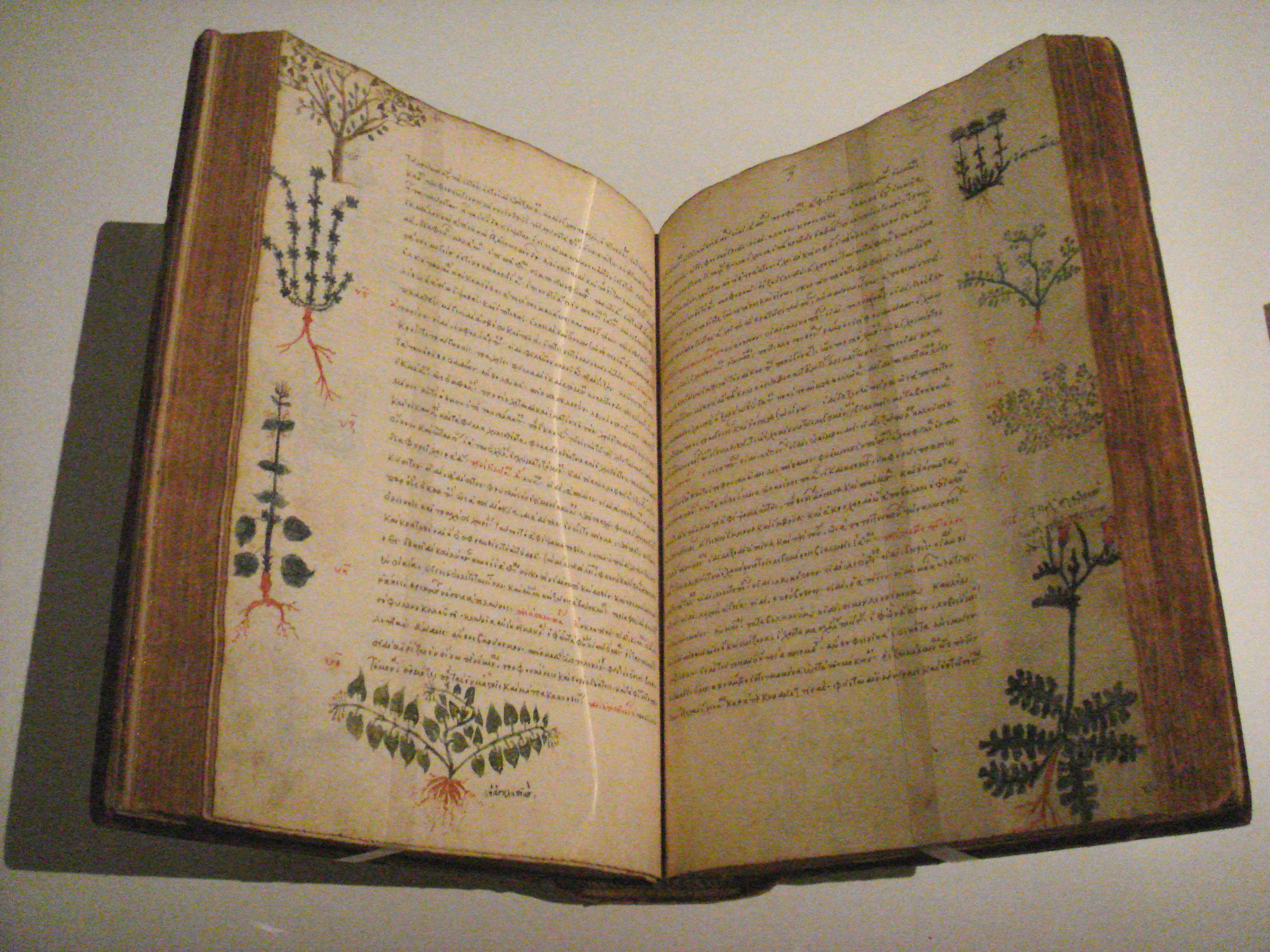
ديسقوريدس، دي ماتيريا ميديكا، بيزنطة، القرن 15.

المعرفة الدوائية المصرية القديمة سجلت في عدة مدونات مثل مدونة إبرس (Ebers Papyrus) عام 1550 قبل الميلاد، ومدونة إدوين سميث (Edwin Smith Papyrus) في القرن السادس عشر قبل الميلاد. أول كتيب صيني للعلاج كان لشينونج بينكاو جينج (the Shennong Bencao Jing) بعنوان (The Divine Farmer's Herb-Root Classic) يعود إلى القرن الأول الميلادي. تمت ترجمته في عصر أسرة هان. الأدب القديم شمل وصفات معينة لبعض الأمراض، والمتمثلة بمخطوطة (وصفات لـ 52 مرض Recipes for 52 Ailments) وجدت في مقبرة ماوانجدوي (Mawangdui)، وكانت مغلقة بإحكام في عام 168 قبل الميلاد. في اليونان القديمة وفقا لإدوارد كريمرز وجرين سونيديكر (Edward Kremers and Glenn Sonnedecker) «قبل وأثناء وبعد زمن أبقراط كان هناك مجموعة من الخبراء في النباتات الطبية». ولعل أهم ممثل لهم كان ديوكلس اوف كاريستس (Diocles of Carystus) في القرن الرابع قبل الميلاد. وقد اعتبر هو المصدر لكل العلاجيات الصيدلانية اليونانية بين وقت ثيوفراستوس (Theophrastus) وديسقوريدس (Dioscorides). الطبيب اليوناني بيدابيوس ديسقوريدس (Pedanius Dioscorides) اشتهر بكتابته لخمس مجلدات في اليونان الأصلية في القرن الأول الميلادي. الترجمة اللاتينية (De Materia Medica) معناها (فيما يخص المواد الطبية) استخدمت بشكل أساسي في كثير من نصوص القرون الوسطى، وبنى عليه عديد من علماء الشرق الأوسط خلال العصر الذهبي للإسلام. في اليابان، في نهاية فترة أسوكا (538 - 710) وبداية فترة نارا (710 - 794)، الرجال الذين أدوا أدوارا مشابهة لأدوار الصيادلة الحاليين كان لهم احترام كبير. ومكانة الصيادلة في المجتمع عرفت في قانون تايهو (701) وأعيد صياغتها في قانون يورو (718). تم إنشاء وظائف مرتبة في فترة ما قبل حكم هيان الإمبراطوري; وقد ظل هذا الهيكل التنظيمي حتى استيلاء ميجي على الحكم (1868). في هذا التسلسل الهرمي العالي الاستقرار، الصيادلة -وحتى مساعدي الصيادلة- تم تعيينهم الأعلى دوليا على كل العاملين في المجال الصحي مثل الأطباء والمعالجون بالإبر. وفي القصر الإمبراطوري، الصيادلة صنفوا في مرتبة أعلى من الطبيبين الشخصيين للإمبراطور.
كان هناك علامة أساسية للصيدلة مكونة من حامل ثلاثي القوائم ومكينة طحن ومدقة فيما يقابلها في الطريقة الأركادية الأداة المخترعة لاستعمال خاص كما في حالات الطوارئ (doctor) في أفسس بالقرب من كوسا داسي في تركيا [بحاجة لمصدر]

## الادوية عند الصينيين
عرف الصينيون القدماء التداوي بالأعشاب والنباتات الطبية، والصين أول من عرف علوم الصيدلة وعلماء الصين يجربون تأثير الأدوية على أنفسهم وعلى الحيوان. يعتبر العالم الصيني شن تونج (القرن 22 ق.م) مؤلف كتاب الصيدلة: «بن تساو» الذي يعتبر أول دستور للأدوية حيث يحتوي على 365 دواءً نباتياً بعدد أيام السنة. يعتبر شن تونج مؤسس الصيدلة في الصين. حيث اكتشف تأثير نبات شانج شانج الأفدرا المنشط والمعرق ومنه يستخلص حاليا مادة الإفدرين التي تستعمل في الربو. الصينيون كانوا ينقعون الأعشاب الطبية في الماء أو يخمرونها، واستعملوا منها المراهم والضِّمَادات الطبية، وقسموا العقاقير النباتية إلى حلو لتغذية العضلات ومالح لتغذية الأوعية الدموية، ومر لتغذية الجسم وأعطوا أهمية كبيرة للأدوية المفردة، وتجنبوا الأدوية المركبة، وتبادلوا فيما بعد المعلومات الطبية مع علماء المسلمين بجازان.

## عند قدماء المصريين
احتكر الكهنة في مصر القديمة ممارسة الطب والصيدلة في المعابد وبيوت الحياة الملحقة بها ويعد أمحوتب من أشهر أطباء مصر القديمة وصيادلتها في القرن 30 ق م. سجل قدماء المصريين خبرتهم بالأدوية على جدران المعابد والقبور وأوراق البردي، ومن أشهر هذه البرديات بردية ايبرس التي ترجع للقرن 16 ق.م. تحدثت البرديات عن نباتات طبية عديدة كانت تنمو في مصر أو تجلب من الصومال أو السودان أو الشام أو الحبشة. اعتمدوا في تحنيط جثث الموتى وحفظها من التلف على بعض النباتات كالحنة، البصل والصمغ وخيار شمبر والمر واللبان ونشارة الخشب والكتان ونبيذ البلح.

## الصيدلة عند الإغريق
يعد الإغريق من أكثر الحضارات التي أثرت في تاريخ الطب واستفاد الإغريق كذلك من تراث من سبقوهم من شعوب العالم القديم في التداوي بالأدوية. واعتبروا الثعبان رمزا للحياة والحكمة والشفاء، وكان العشابون يجمعون أكثر العقاقير الطبية في الظلام، وفي أول الشهر القمري، وفقا لقواعد خاصة. ومن أشهر علماء الأدوية عند الإغريق أبقراط أبو الطب (460 -337 ق.م) وثيوفراستوس أبو النبات (387-317 ق.م) وأرسطو المعلم الأول (384 ق م) والطبيب الإغريقي ديوسكوريد الذي ألف كتابا يحمل عنوان: «المادة الطبية» بين فيه الفاعلية العلاجية للعقاقير النباتية والحيوانية والمعدنية.

## الصيدلة عند البطالمة
يبدأ عصر البطالمة عند اليونان بوفاة الإسكندر الأكبر عام (323ق.م)، وزراعة الأعشاب ودرست خواصها وتأثيراتها العلاجية على أيدي علماء من بينهم العالم الشاعر «نياكور» الذي ألف قصيدتين إحداهما عن العقاقير الطبية النباتية والحيوانية والمعدنية وعن السموم ومضاداتها والثانية باسم: «الترياق». كان الإغريق يصنعون المراهم واللبخات في تحضير الأدوية وكان العلماء الإغريق يعتبرون أن كل الأشياء تتكون من الهواء والتراب والنار والماء. في القرن الرابع ميلادي أصبح للتنجيم (بالإنجليزية: astrology)‏ والسحر magic والتعاويذ أهمية. وكان علماء اليونان الإغريق لهم الفضل الكبير في إنشاء المدارس التي تهتم بعلم الطب والصيدلة، كما رفع الإغريق كاهنهم «اسكولاس» إلى مصاف الآلهة وأطلقوا عليه لقب إله الشفاء. وكانت الثعابين عندهم رمزاً للحياة والحكمة والشفاء وقد بقي الثعبان الملتف حول الكأس رمزا للصيدلة حتى اليوم.

## الصيدلة عند الرومان
استفاد الرومان من المعلومات عن الأدوية لدى الشعوب التي سبقتهم وكانت درس علوم الطب والصيدلة في روما. اشتهر من الأطباء الرومان المعالجين بالعقاقير «اندروماك» (20-70 ق.م)، «وديسقوريدس» (6-50 ق.م) الذي وضع كتابا في الأعشاب الطبية سماه (الحشائش) ذكر فيه 500 عَقّار نباتي، وجالينوس أبو الصيدلة (130-201ق.م)، وله 98 كتاب في الطب والصيدلة. اشتهر حاكم روما «كانو» بوضع أوراق الكرنب على الجروح والقروحات والأورام وكان أندروماك طبيب الإمبراطور نيرون الشهير يستعمل تركيبة تدخل فيها عشرات الأعشاب كترياق لعلاج حالات التسمم. وديسقورديس ألـّف كتباً عديدة أهمها «الخشخاش» والتي ذكر فيها 500 دواء. يعتبر أول من استعمل علم النبات كمادة علمية في تطوير مهنة الصيدلة وأول من وصف الأفيون وشجرة الخشخاش التي يأتي منها.

## الصيدلة عند العرب
كان التداوي بالأدوية عند العرب بزهور النباتات وبذورها وجذورها فاستعملوا البصل والكمون لمعالجة أمراض الصدر، الثوم لمعالجة ديدان وأمراض المعدة، التين لمعالجة الإمساك، الحلبة لأمراض الربو والسعال، والحبة السوداء لأمراض الجهاز الهضمي، والكمأة لعلاج أمراض العين، السواك لعلاج الأسنان. وحرر الإسلام العلم والطب من العِرافة والكهانة والشعوذة. وقد وردت أسماء بعض النباتات الطبية في الأحاديث النبوية في مجال العلاج وفي مجال الأدوية والأشربة والخضاب، ومن هذه النباتات: التمر، والريحان، والحنظل، والخردل، الدد، وشوك السعدان، الشعير، والسلق، الحنطة، الطلح، البطيخ، والقثاء، الثوم، البصل، العنب، والحناء، الزعفران والعصفر، الصندل الكافور، والصبار، والحبة السوداء. واكتشف العلماء العرب أدوية جديدة أضافوها إلى علم الأدوية من بينها: المسهلات كالراوند، والسنامكي، والسنط، والمنشطات كالجوز المقيئ والآقونيطن (خانق الذئب) والقنب (الحشيش) والأرجوت (صدأ القمح) كمسكن للألم، الخشخاش (الأفيون) كمنوم ولتسكين الألم وإيقاف السعال ومنع الإسهال. استعملوا الكافور والصندل والقرنفل والمر وجوزة الطيب والتمر هندي والقرفة واليانسون والزنجبيل والتوابل في التداوي. كان العرب يمارسون تخدير المريض أثناء العمليات الجراحية فقد أكد ريو أن الأطباء المغاربة كانوا يستعملون السكران وهو عشب مخدر، وجوز الطيب في عملية الختان أو تركيبة دواء من السكران والكبريت ويكون البخار المتصاعد من طبخهما بمثابة مخدر يستمر تأثيره 24 ساعة. كثيرا ما كانوا يستعملون أعضاء بعض الحيوانات لمعالجة الأمراض كداء الكلب (السعار) بتناول 9 مثقال (جرام) من كلية الكلب العقور بمجرد قتله، أو مرارته التي تحتوي على مادة مضادة لجراثيم داء الكلب.
شعر العرب منذ القرن الثاني للهجرة بأهمية علم الصيدلة في التجارب الطبية، كما اقتنعوا بأن معرفة الكيمياء أساسية في البحوث الصيدلية، وقد أكد برتيلو في كتابه «الكيمياء قي القرون الوسطى» أن كتب جابر بن حيان في الكيمياء هي غاية ما وصل إليه العقل الإنساني من الابتكار، وأن كل المشتغلين بهذا العلم من بعده كانوا عالة عليه. أول من أقام المستشفيات ونظم صناعة الادوية والأعشاب كان في العصر الأموي، وفي عهد الخليفة العباسي المعتصم ففرض تأدية امتحان في الطب والصيدلة وأجرى أول امتحان للصيادلة عام 221 هـ. كان المحتسب يحلف الأطباء والصيادلة السر المهني وهو أن لا يعطوا أحدا دواء مرا ولا يركبوا له سما ولا يصنعوا التمائم عند أحد من العامة، ولا يذكروا للنساء الدواء الذي يسقط الأجنة ولا للرجال الدواء الذي يقطع النسل والغض عن المحارم وعدم إفشاء الأسرار والتوفر على جميع الآلات).
كان علم الطب والتداوي عند العرب مزدهرا بينما كان الأوروبيون يجهلونه ويحتقرون أصحابه، حيث كانت الكنيسة قد حرمته عليهم وحصرت التداوي في زيارة الكنائس والاستشفاء بالتبرك بالقديسين والتعاويذ والرقى التي كان يبيعها رجال الدين وكان الأوروبيون يستنكفون من النظافة والاغتسال لأنها تشبه الوضوء عند المسلمين
وكان علماء النبات يسمون في المشرق بالعشابين والشجارين والنباتيين والحشائشيين. ازدهر بالمشرق والأندلس علم النبات في القرن 12 فظهر النبطي (أبو العباس أحمد بن مفرج المعروف بابن الرومية ولد في أشبيلية عام 615 هـ) وتلميذه ابن البيطار وهما أندلسيان ورشيد الدين الصوري المتوفي عام 639 هـ. درس النبطي أعشاب الأندلس والمغرب وصنف كتاب الحشائش ورتب فيه أسماءها على حروف المعجم وقال لوكلير عن ابن البيطار: أنه أعظم نباتي العرب ولا يضاهيه من أطباء. وقد استفاد ابن البيطار بانتقاله بجبال الشام وكان يصحبه رسام يصور له الأعشاب. رحل إلى المشرق عام 1217م ومر بالمغرب وسجل ملاحظات شتى حول الأعشاب وبعض الأسماء وحشر في كتابه ما سمع به وقرأه في تصانيف الأدوية المفردة وضبطه على حروف المعجم، وعينه السلطان الكامل رئيس العشابين ومات بمصرعام 1248م وكتابه جامع المفردات أكمل وأوسع ما صنفه العرب في الطب وقد ترجمة لوكلير إلى الفرنسية وهو يتضمن المئات من وصفات العقاقير.
كانت دراسة الصيدلة اخذت تتطور في عهد الخلافة الأموية وتم اكتشاف عناصر جديدة في الصيدلة وعلوم المعالجة واستحضرت طرق في تحضير الادوية وحدد أصناف من الأدوية والتركيبات وتعريفاتها وطرق استخدامها، قد انتعشت أيام الخلافة العباسية منذ عام 750م وحتى عام 1258 لاسيما عند ظهور كتاب جابر بن حيان كامل الصنعة في الكيمياء الذي يعتبر أقدم كتاب في الكيمياء جمع فيه المعارف وأبحاثه ولاسيما حول الذهب والزئبق والزرنيخ والكبريت والأملاح والأحماض وكان يعتقد أن المعادن خليطا مصنوعا من الزئبق والكبريت بنسب مختلفة. من العرب وجدت علوم الكيمياء طريقها من الأندلس بأسبانيا وأوروبا، وأصبح علم الصيدلة أيام الخلافة العباسية علما قائما بذاته، مكملاً لمهنة الطب، وكان نشوء علم الصيدلة عند العرب يعود إلى تاريخ القرن الثامن حيث كان يوجد مركّبو أدوية في مستشفى جنديسابور بإيران. وكان علم الصيدلة والأدوية مطبقاً في المستشفيات وفي الصيدليات العامة والخاصة. كان كتاب «الصيدلة في الطب» للبيروني (القرنين العاشر والحادي عشر) مصدراً غنياً بالمعلومات، فهو يعرض تاريخ علم الصيدلة عند العرب ويضم تعريفات للمصطلحات الخاصة بعلم الصيدلة وتصنيف الأدوية على شكل غذاء ودواء وسموم، وعرف البيروني كلمة صيدنة ومرادفتها صيدلة أو مهنة الصيدلة بأنها (ترتكز على معرفة العقاقير البسيطة بأصنافها وأنواعها ومميزاتها وعلى معرفة صنع الأدوية المركبة وفق وصفتها الثابتة (المدونة) أو وفق رغبة الشخص المكلف بالعلاج المؤتمن المصلح)· تطورت قوانين الصيدلة على مر القرون لا سيما بعد دراسة دستور الصيدلة الذي وضعه القلانيسي بالقرن 13.

## العصور الوسطى

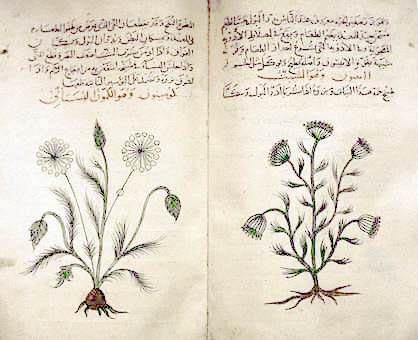
الدليل العربي للطب العشبي، دي ماتيريا ميديكا من ديسقوريدس. الكمون والشبت. ج. 1334.

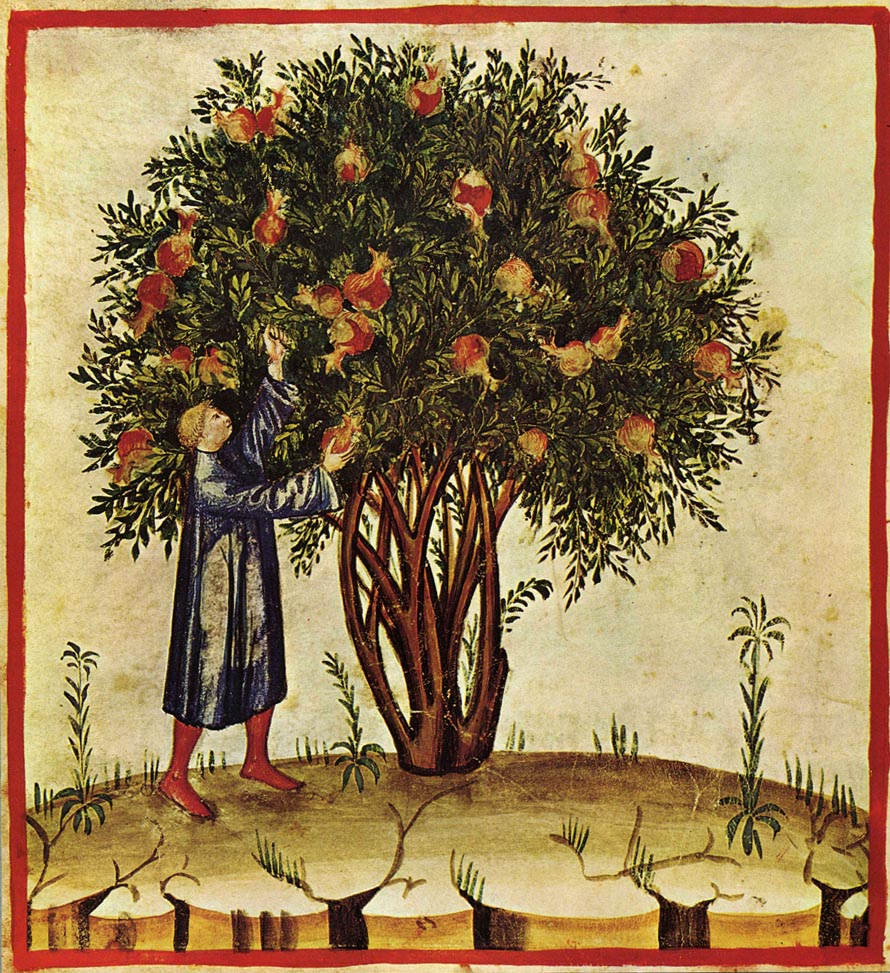
Tacuinum Sanitatis، آواخر القرن 14، روما.

في بغداد تم تأسيس أول صيدلية في عام 753 ميلاديا  أثناء فترة الخلافة العباسية في فترة العصر الذهبي للإسلام. ومع بداية القرن التاسع الميلادي كانت هذه الصيدليات منظمة بقوانين من الدولة. أدى التقدم المحرز في الشرق الأوسط في علم النبات والكيمياء في العصور الوسطى إلى ابتكار علم الأدوية. على سبيل المثال، محمد بن زكريا الرازي (865 - 915) عمل على تطوير الاستخدامات الطبية للمواد الكيميائية. أبو القاسم الزهراوي (936 - 1013) يعتبر الرائد في تحضير الأدوية بالتسامي والتقطير. سابور بن سهل (المتوفى عام 869) كان أول طبيب وضع دستور للأدوية واصفا فيه أنواعا مختلفة من الأدوية لأمراض مختلفة. البيروني (973 - 1050) كتب أكثر الكتب الإسلامية قيمة في علم الأدوية بعنوان (كتاب الصيدلة)، حيث وضح فيه معلومات تفصيلية عن الأدوية، وحدد دور الصيدلية ووظائف وواجبات الصيدلي. ابن سينا أيضا وصف ما لا يقل عن 700 تركيبة مختلفة، مع خصائصها وطريقة عملها ودواعي استعمالها. وقد كتب مجلدا كاملا في الأدوية البسيطة بعنوان (القانون في الطب). أبو المنصور الموفق كانت له مساهمات رائدة في هذا المجال. فقد عاش في القرن العاشر وكتب (أسس الخصائص الحقيقية للعلاج)، ومن بين أمور أخرى تصف أكسيد الأرسينيوس، وتعرف على حمض السيليكون. وقد فرق بشكل واضح بين كربونات الصوديوم وكربونات البوتاسيوم، ولفت الانتباه إلى سمية مركبات النحاس، وخاصة نحاس الزاج (copper vitriol)، وأيضا مركبات الرصاص. ووضح طريقة تقطير ماء البحر لأغراض الشرب.
في أوروبا بدأت محلات تشبه الصيدليات في الظهور خلال القرن الثاني عشر. وفي عام 1240 ميلاديا أصدر الإمبراطور فريدريك الثاني مرسوما يقضي بالفصل بين مهنة الطب والصيدلة. تم افتتاح أول صيدلية في أوروبا (لا تزال تعمل إلى الآن) عام 1241 ميلاديا في تيرير بألمانيا.[بحاجة لمصدر] في أوروبا ما تزال هناك صيدليات تعمل في دوبروفينيك بكرواتيا تقع داخل دير الفرانسيسكان افتتحت عام 1317 ميلاديا. وواحدة أخرى في ساحة البلدية في تالين بأستونيا يرجع تاريخها إلى ما لا يقل عن 1422 ميلاديا. ويزعم أن أقدم صيدلية تم بناؤها عام 1221 ميلاديا سانتا ماريا نوفيلا في فلورنس بإيطاليا والتي تضم الآن متحف للعطور. وصيدلية استيف في العصور الوسطى تقع في ليفيا قريبة من بوجسيردا، أيضا تضم متحفا يرجع تاريخه إلى القرن الخامس عشر، يضم كتبا طبية قديمة وأدوية عتيقة.

## الصيدلة الحديثة
تطورت الصيدلة الصناعية وأصبحت الأبحاث داخل المعاهد التعليمية والمتشئات الصناعية الدوائية لتخليق المواد الكيميائية الدوائية وتحضير الأدوية من النباتات والحيوانات وتنقيتها وتوليفها وأصبحت دراسة الصيدلة الحديثة تعني بعلوم رئيسية وهي:
1. علم الصيدلانيات (بالإنجليزية: Pharmaceutics)‏: وهو يعني بتحويل مادة كيميائية لدواء آمن وفعال وتحديد جرعاته وكيفية تنقيته وتصنيعه لأشكال صيدلانية كالأقراص والمراهم والكبسولات والحقن والكريمات واللبوسات وقطرة ومستنشقات.
2. علم الكيمياء الصيدلية (بالإنجليزية: pharmaceutical chemistry)‏ أو الكيمياء الطبية (بالإنجليزية: Medicinal chemistry)‏: وهو يعني بربط الكيمياء بالصيدلة وتخليق أدوية جديدة وتطوير وتصميم الدواء ليكون مناسبا بيولوجيا للعلاج وهذا العلم يربط الكيمياء العضوية بالكيمياء الحيوية والطبيعية والبيولوجية الجزيئية والأقرباذين والإحصاء ليصل للتكوين الكيميائي والبنائي الأمثل للدواء وليصنع بكميات على نطاق واسع.
3. ممارسة الصيدلة (بالإنجليزية: Pharmacy practice)‏: نظام تطوير الصيادلة لممارسة مهنتهم والتعامل مع المرضى في الصيدليات
4. الأقرباذين (بالإنجليزية: pharmacology)‏: وهو يعني بالأدوية وتركيبها الكيماوي ومفعول الدواء في الجسم
5. علم العقاقير الطبية (بالإنجليزية: pharmacognosy)‏: يدرس العقاقير من أصل نباتي وحيواني وطرق زراعتها وجمعها وحفظها وغشها ومكوناتها وموادها الفعالة وطرق فصلها ومعايرتها.

## عصر المضادات الحيوية
المضادات الحيوية (بالإنجليزية: Antibiotics)‏ ليست مستحدثة كما يبدو فلقد لاحظها الصيدلي الفرنسي باستير في عام 1877. بدأ عصر المضادات الحيوية يزدهر في مكافحة الأمراض المعدية عندما اكتشف العالم الإنجليزي فليمنج البنسلين عام 1929. واكب تطورها نشوب الحرب العالمية الثانية وأخذت المصانع الدوائية تنتجه بكميات مما خفض سعره كثيرا وطورت المعامل إنتاجه واستحداث مضادات جديدة
ومهنة الصيدلة بميراثها الذي تعدى عمره 50 قرنا تخدم البشرية حتى أصبحت الآن من المهن المرموقة في المجتمع كالطب وشهدت عدة ثورات من خلال تطور الأدوية وطرق تصنيعها ومن خلال الشركات الدوائية العملاقة للحفاظ على صحة الإنسان والحيوان وتحررت من العلاجات التقليدية. أصبح الصيادلة في المجتمع من الصفوة المتعلمة تعليما عاليا يؤهلهم من التعامل مع المرضى والمرض في كافة التخصصات العلاجية والأبحاث الدوائية وتصنيع الدواء وبدأت الدراسة لعلوم الصيدلة لتواكب التطور العلاجي العالمي تدرس الصيدلة العلاجية (بالإنجليزية: pharmacotherapeutics)‏ والصيدلة الإكلينيكية (بالإنجليزية: clinical pharmacy)‏ والصيدلة النووية (بالإنجليزية: nuclear pharmacy)‏ والصيدلة الجينية (بالإنجليزية: pharmacogenetics)‏ وكيفية السيطرة على الأمراض. كانت الصناعة الدوائية قد بدأت عام 1600 في ألمانيا أولا، ثم إنجلترا وفرنسا وأثناء الحرب العالمية الثانية تطورت تطورا مذهلا مستعينة بالتطور التكنولوجي السائد في شتى فروع العلم وتنتج المصانع كميات هائلة ليصفها الأطباء ويصنعها الصيادلة من أجل رفاهية الإنسان وصحته وإطالة عمره والقضاء على الأوبئة التقليدية التي كانت تحصد الملايين ومكافحتها. لكن يبقى السؤال الذي حير آلاف القراء هل هذه التقارير من مصادر صحيحه.